# (37505) 3062 T-2
3062 T-2 (asteroide 37505) é um asteroide da cintura principal. Possui uma excentricidade de 0.14932390 e uma inclinação de 2.93390º.
Este asteroide foi descoberto no dia 30 de setembro de 1973 por Cornelis Johannes van Houten e Ingrid van Houten-Groeneveld e Tom Gehrels em Palomar.